# Durian Sebatang
Durian Sebatang is een bestuurslaag in het regentschap Bengkulu Selatan van de provincie Bengkulu, Indonesië. Durian Sebatang telt 999 inwoners (volkstelling 2010).